# Nematogenys inermis
Nematogenys inermis är en fiskart som först beskrevs av Guichenot, 1848.  Nematogenys inermis är ensam i släktet Nematogenys och även i familjen Nematogenyidae. IUCN kategoriserar arten globalt som otillräckligt studerad. Inga underarter finns listade i Catalogue of Life.